# Пайен (сеньор Трансиордании)
Пайен (фр. Payen le Bouteiller; ум. 1148) — барон Иерусалимского королевства, сеньор Трансиордании.

## Биография
В 1120 году впервые упоминается как королевский кравчий и занимал эту должность как минимум до 1136 года. В чём точно заключались его обязанности, неизвестно.
После того, как в 1131 году Ромен де Пюи, сеньор Трансиордании, поддержал мятеж Гуго II де Пюизе против короля Фулька, Пайен получил в лен Трансиорданию, отобранную у прежнего владельца. Это владение он сохранил до своей смерти в 1148 году.
В 1140—1142 годах построил замок Карак в пустыне Моабит и сделал его своей резиденцией. Пайену наследовал племянник Морис де Монреаль.